# 青目寺
青目寺（しょうもくじ）は、広島県府中市にある寺院。標高539メートルの亀ヶ岳の中腹にある。

## 歴史

### 旧青目寺
旧青目寺は、813年（弘仁4年）に四国屋島寺の僧青目上人が、観世音菩薩を祀るため亀ヶ岳山頂七ツ池周辺（字銭ガタヲ・字火呑ヲク）に建立した天台宗寺院。七ツ池自然公園の中にある遺構（青目寺跡）では、北御堂跡、南御堂跡、西御堂跡、中御堂跡、東御堂跡が発掘調査で確認されている。
- 813年（弘仁4年）[注釈 1]- 四国屋島寺の僧青目上人が、観世音菩薩を祀るために天台宗寺院として建立。
- 903年（延喜3年） - 周辺住人の浄財により改築[3]。
- 延喜年間（901年～923年） - 山上に4坊、山腹に11寺を従えるほどに興隆した[4]。
- 944年（天慶7年）9月末 - 塔堂伽藍が火災で焼失。本尊は裏山の山中に運び出され消失を免れた。
- 1043年（長久4年） - 八尾山城主の山名清氏により再築。建築落成の際、一大法会が執行された。天台宗から真言宗への改宗はこの時とする説もある[3]。
- 建仁年間（1201年～1204年） - 備後国守護の杉原光平により再建[5][注釈 3]。
- 1333年（元弘3年）の「小早川家軍忠綸旨」によると、青目寺別当の弁房が、小早川七郎経平や小早川掃部助高平等らとともに、後醍醐天皇側に加味して戦ったことが記録されている[5]。
- 1940年（昭和15年）2月23日 - 広島県指定文化財（史跡）に指定された。

### 青目寺
旧青目寺がたびたびの火災により衰退し、焼失を免れた仏像が1743年（寛保3）年に現在の青目寺に移されたと伝わっている。亀ヶ岳の中腹の中谷イワヤにあり、真言宗御室派、山号は岩谷山（巌屋山）、本尊は十一面観世音菩薩を祀っている。
- 現在の青目寺の立地は、「青目寺観音堂遺跡」と呼ばれる。江戸時代の築造と推定される石垣の改修工事の際、石垣の裏込めを調査したところ、土中から奈良時代のものと推定される平瓦片が出土。境内には鎌倉時代の五層塔があることから、奈良時代から旧青目寺の一坊として機能していたとされる[4]。
- 17年に一度、開帳法要が行われる。直近では、2019年（平成31年）4月に「第58回岩谷山青目寺開帳法要」が開催された[6]。

## 収蔵物・文化財
広島県指定文化財6点のほか、「大蛇頭蓋骨」などが収蔵、安置されている。
- 十一面観世音菩薩 - 本尊
- 木心乾漆日光菩薩立像 - 県指定・重要文化財（彫刻）
- 木心乾漆月光菩薩立像 - 県指定・重要文化財（彫刻）
- 木造聖観音立像 - 県指定・重要文化財（彫刻）
- 木造天部立像 - 県指定・重要文化財（彫刻）
- 五輪塔形曳覆曼荼羅版木（典籍）
- 青目寺五層石塔婆 - 県指定・重要文化財（建造物）。収蔵庫裏に位置し、「正応五（1292）年」銘が刻まれている。

## 大蛇伝説
6代目住職の目道和尚の代、青目寺の若層2名が行方不明となった。その12年前頃から七ツ池に大蛇と思しき魔物が棲んでいると噂があったため、それが大蛇の仕業であると噂になり、観世音菩薩への参詣も大蛇の危難を恐れて中止する状況になった。目道和尚は大胆不敵な性格であり、弟子2名の復讐のため大蛇退治を計画した。人間大の人形を作り、浴衣を着せ頭には帽子様のものを被せ、腹の中に火薬を込めた。その人形を池の堤に座らせて遠くから様子を覗うことにした。夜も三更（子の刻）過ぎ、胴回り3尺、長さ3間の大蛇が現れた。大蛇が人形を呑み込むと、人形は天地が轟くほどの音で爆発した。和尚は勇気を振り絞って現場に近づくと、大蛇の胴体は千切れ飛び、四方が血で真っ赤に染まっていた。寺に戻って松明に火をつけ、大勢の人びとを集めて再び池に戻り、草原の中に大蛇の頸を発見した。直径1尺余りで、2列に並んだ歯は先端が尖って針のように鋭かった。一同は頸を拾い上げて青目寺に持ち帰った。毒蛇とはいえ世にも稀な怪物であり、後々の祟りも懸念して、本尊の前に供えられ大蛇供養が行われた。